# Heaven (canción de Bryan Adams)
«Heaven» es una canción interpretada por el cantante canadiense Bryan Adams, incluida en su cuarto álbum de estudio, Reckless (1984). La compañía discográfica A&M Records la publicó el 9 de abril de 1985 como el tercer sencillo del álbum. Posteriormente figuró lo recopilatorios Hits On Fire (1988), So Far So Good (1993), Anthology (2005) y en Bryan Adams ICON CD (2010). Adams y Jim Vallance se encargaron de componerla, mientras Bob Clearmountain se encargó de producirla. La primera aparición del tema fue en la banda sonora de la película A Night in Heaven (1983).
Logró alcanzar la posición número #1 en la lista del Billboard Hot 100 en junio de 1985, vendiendo más de medio millón de copias en los Estados Unidos y siendo certificada como disco de oro en Canadá en 1985.

## Composición y grabación
La grabación de "Heaven" fue en el Avant studios en Nueva York los días 7 y 8 de junio de 1983.
Adams no creía que "Heaven" fuera adecuado para el Reckless, y le produjo un sentimiento que hizo eco en el productor Jimmy Iovine. Iovine pensó que la canción era muy brillante para el álbum, por lo cual le recomendo a Adams no incluirla.
A mitad de camino a través de la sesión de grabación, el baterista Mickey Curry anunció que tenía que salir desde que se comprometió en avanzar a un período de sesiones en Hall & Oates.
Curry había advertido Adams acerca de su disponibilidad limitada de ese día. La sesión de grabación de "Heaven" se estaba atrasando, así que llamó al baterista de la banda Journey, Steve Smith.
Smith estaba en Nueva York en el momento y ocupó la posición de Curry.
Mientras escribían "Heaven", Adams y Vallance fueron influenciados por la música de Journey y el estilo lírico, en particular su canción "Faithfully".

## Recepción
En 1984 "Heaven" ganó el Procan Award (Realización de la Organización de Derechos de Canadá) para la difusión en radio de Canadá, en 1985 ganó el BMI (Broadcast Music Inc.) Cita de progreso para Airplay de radio en EE. UU. y diez años más tarde, ganó un Premio Classics Socan por más de 100 000 actuaciones en radio canadiense.

## Lista de canciones
- US 7" (A&M 2729)

1. «Heaven»
2. «Heaven» (En Vivo)

- US 12" Promocional (A&M SP-17318)

1. «Heaven»
2. «Heaven» (En Vivo)/«Kids Wanna Rock» (En Vivo)

- UK 7" (A&M AM256)

1. «Heaven»
2. «Diana»

- UK 12" (A&M AMY256)

1. «Heaven»/«Diana»
2. «Heaven» (En Vivo)/«Fits Ya Good»

Las canciones en directo fueron grabadas en el Hollywood Palladium el 1 de febrero de 1985.

## Listas
"Heaven" apareció por primera vez en la banda sonora de A Night In Heaven en 1983 y recibió mucha difusión en las emisoras de radio, alcanzando el número 9 en la lista Top Rock Tracks a principios de 1984. Fue lanzado como el tercer sencillo del álbum Reckless en marzo de 1985 y alcanzó el número 1 en el Billboard Hot 100. La canción también volvió a entrar en el Top Rock Tracks en 1985, alcanzando el número 27. "Heaven" también alcanzó el puesto número 12 en la Adulto Contemporáneo de éxitos durante su segunda carrera, convirtiéndose en el segundo sencillo de Adams en llegar a esa lista después de "Straight From The Heart" en 1983, y su mayor éxito hasta 1991.
En Canadá, "Heaven" fue oficialmente lanzado en la radio en enero de 1985. La canción alcanzó el top 20 en la revista canadiense RPM y se mantuvo en el Top 20 durante otro mes. "Heaven", fue la mejor calificada del álbum Reckless.
La canción fue lanzada en Australia, Europa y Nueva Zelanda en 1985. "Heaven" llegó al Top 40 en Reino Unido. "Heaven", continuó la tendencia de mejores sencillos en lista cuando debutó en el top 20 en la mayoría de Europa, en muchos países entró en listas. Los sencillos anteriores de Adams habían sido mucho más débiles en Europa y "Heaven" sería el primer sencillo de Adams en entrar en una lista en Europa.
Aunque "Heaven" alcanzó el top 10 en Suecia y Reino Unido y luego los veinte primeros en Austria, Irlanda, Suiza y Suecia, era un modesto top 100 en Alemania, donde alcanzó el puesto número 62.

## Vídeo musical
Hubo dos videos, uno filmado en el Stanley Industrial Alliance Stage en Vancouver, Columbia Británica, Canadá, y dirigido por Steve Barron Ese video incluye apariciones de Lysette Anthony, Garwin Sanford y Anthony Harrison. El segundo video fue filmado en Londres, Inglaterra, y muestra a Adams cantando la canción en un escenario de conciertos en vivo; detrás de él, monitores de video apilados muestran a su banda tocando. Los monitores de vídeo también ocupan cada asiento del teatro, por lo demás vacío. Al final todo se revela como un sueño de Adams. El video fue nominado a un MTV Video Music Award a la Mejor Cinematografía.

## Versiones
En 2002 DJ Sammy y Yanou lanzaron una versión de música dance de Heaven con la voz de Do. Otro versión Dance fue hecha por DJ Manian con Aila. Fue el segundo sencillo del álbum.
En 2004, José Andrëa, exvocalista de Mägo de Oz, realizó una versión traducido al español, llamado Engañando al olvido, en su álbum solista Donde el corazón te lleve.
En 2018, Roi, un exconcursante de operación triunfo (2017-2018) hizo una versión de esta canción en una de sus actuaciones, en la gala 11. En 2022 el músico español José Riaza crea una nueva versión completamente en español en el álbum Cleptomanías II.